# Asplenium divaricatum
Asplenium divaricatum är en svartbräkenväxtart som beskrevs av Kze. Asplenium divaricatum ingår i släktet Asplenium och familjen Aspleniaceae. Inga underarter finns listade.